# Italië op het Junior Eurovisiesongfestival 2014
Italië nam deel  aan het Junior Eurovisiesongfestival 2014, dat wordt gehouden in Malta. Het was de eerste deelname van het land op het Junior Eurovisiesongfestival. RAI is verantwoordelijk voor de Italiaanse bijdrage voor de editie van 2014. 

## Selectieprocedure
Italië koos reeds op 4 september 2014 zijn vertegenwoordiger voor het Junior Eurovisiesongfestival dat jaar. Vincenzo Cantiello werd door de Italiaanse openbare omroep intern aangeduid om Italië te vertegenwoordigen in Malta.
Het bijzondere van deze bijdrage was echter het feit dat Vincenzo Cantiello de enige jongen was die deelnam op de Junior Eurovisiesongfestival 2014. 

## In Malta
Tijdens de internationale finale van het Junior Eurovisiesongfestival 2015 op 15 november 2014 trad Italië als elfde van de zestien acts aan. Uiteindelijk won Vincenzo Cantiello het festival met 159 punten, wat de eerste overwinning werd voor Italië in de geschiedenis van het Junior Eurovisiesongfestival. 

2014 · 2015 · 2016 · 2017 · 2018 · 2019 · 2020 · 2021 · 2022 · 2023 · 2024
Armenië · Bulgarije · Cyprus · Georgië · Italië · Kroatië · Malta · Montenegro · Nederland · Oekraïne · Rusland · San Marino · Servië · Slovenië · Wit-Rusland · Zweden